# Carmo da Mata

Carmo da Mata este un oraș în unitatea federativă Minas Gerais (MG), Brazilia.